# 萨马拉将军镇
萨马拉将军镇是巴西南大河州的一个市镇。总面积494.025平方公里，总人口8804人，人口密度17.8人/平方公里。